# چارچوب ایمیدازولات زئولیت

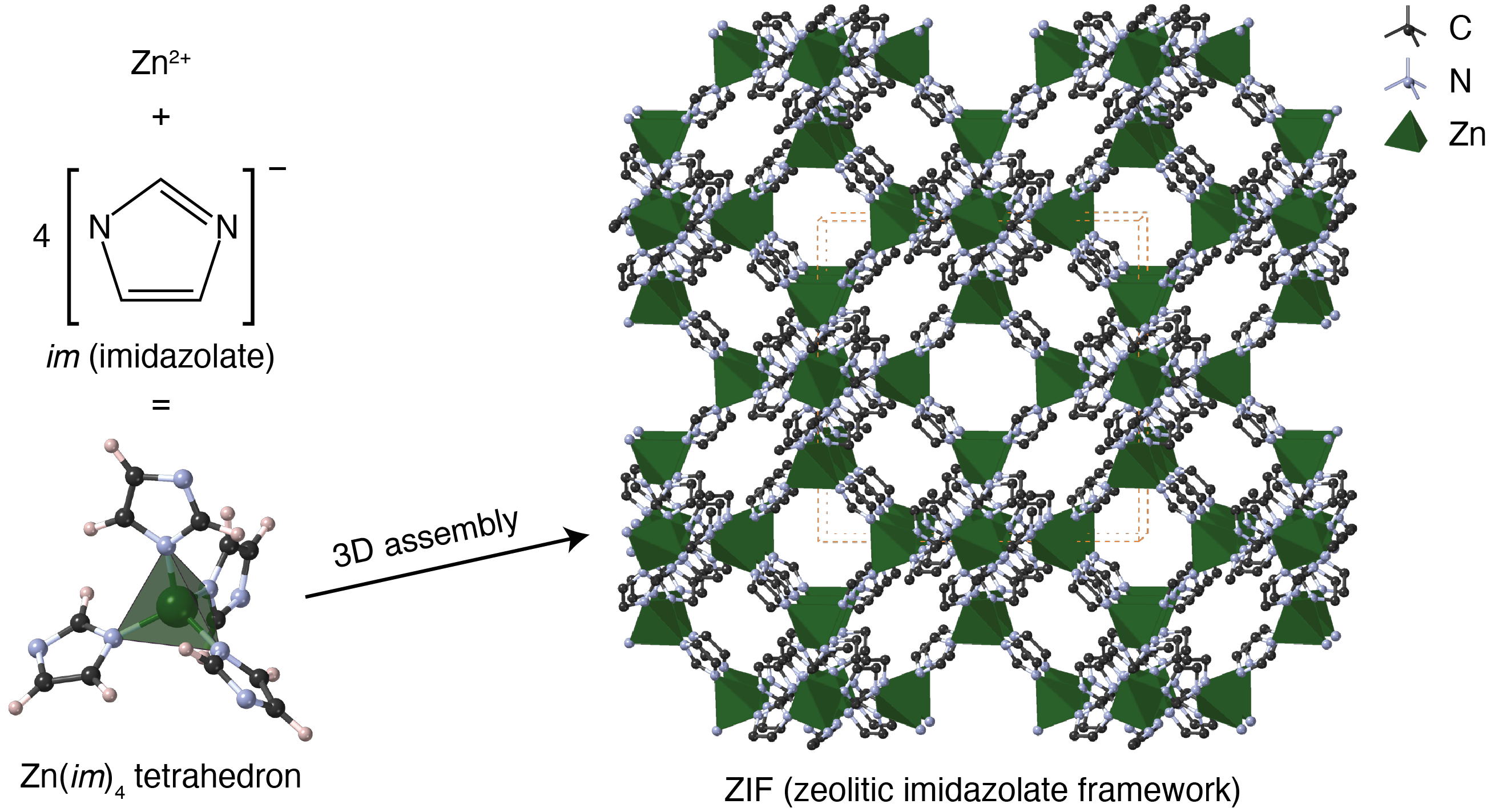
ساختار یک چارچوب ایمیدازولات زئولیت از طریق مونتاژ سه بعدی فلز (ایمیدازولات) 4 tetrahedra ساخته شده‌است.

چارچوب‌های ایمیدازولات زئولیتی (ZIFs) دسته‌ای از چارچوب‌های فلزی - آلی (MOF) هستند که از نظر توپولوژی زئولیت‌های یکدست نیستند. ZIFها از یونهای فلز واسطه با تتراهدرال کوردینه تشکیل شده‌اند (به عنوان مثال Fe، Co، Cu، Zn) توسط پیوند دهنده‌های ایمیدازولات متصل می‌شود. از آنجا که زاویه فلز-ایمیدازول-فلز در زئولیت‌ها با زاویه ۱۴۵ درجه Si-O-Si مشابه است، ZIFها دارای توپولوژی‌های زئولیت مانند هستند. از سال ۲۰۱۰، ۱۰۵ توپولوژی ZIF در رساله‌ها گزارش شده‌است. با توجه به تخلخل قوی، مقاومت در برابر تغییرات حرارتی و پایداری شیمیایی، ZIF برای کاربردهایی مانند جذب کربن در حال بررسی است.

## سنتز
ZIFs توسط روش‌های سولوترمال یا هیدروترمال ساخته می‌شوند. بلورها به آرامی از محلول گرم شده یک نمک فلزی هیدراته، یک ImH (ایمیدازول با پروتون اسیدی)، یک حلال و باز رشد می‌کنند. پیوند دهنده‌های ImH امکان کنترل ساختار ZIF را فراهم می‌کنند. این فرایند برای تولید مواد تک بلوری برای پراش اشعه X تک کریستال ایدئال است. با نگاهی به بهبود عملکرد بلور، مورفولوژی و پراکندگی، طیف گسترده‌ای از حلال‌ها، بازها و شرایط مورد بررسی قرار گرفته‌است. به‌طور نمونه اولیه، از یک حلال آمید مانند دی‌متیل فرم‌آمید (DMF) استفاده می‌شود. گرمای اعمال شده باعث تجزیه حلال آمید برای تولید آمین‌ها می‌شود که به نوبه خود ایمیدازولات را از گونه‌های ایمیدازول تولید می‌کند. متانول، اتانول، ایزوپروپانول، و آب نیز به عنوان حلال‌های جایگزین برای تشکیل ZIF مورد بررسی قرار گرفته‌اند اما به بازهایی مانند پیریدین، TEA , سدیم فرمت، و NaOH نیاز دارند. مشخص شده‌است که پلیمرهایی مانند پلی (اکسید اتیلن) - پلی (اکسید پروپیلن) - پلی (اکسید اتیلن)، پلی وینیل پیرولیدون، و پلی (کلرید دیالی الدیمتیلامامونیوم ) به عنوان پخش کننده‌های بلوری عمل می‌کنند و با کنترل اندازه و اندازه‌گیری باعث ایجاد ذرات می‌شوند.
با توجه به خواص مواد امیدوار کننده، علاقه قابل توجهی در روش‌های گوناگونی تولید در مقیاس بزرگ اقتصادی وجود دارد. سنتز سونوشیمیایی، که به واکنش‌های هسته ای اجازه می‌دهد تا به سرعت از طریق تولید گرماصوت و فشار موضعی پیش بروند، به عنوان راهی برای کوتاه کردن زمان سنتز مورد بررسی قرار گرفته‌است. همانند مورد زئولیت‌ها ، سنتز با کمک مایکروویو نیز برای سنتز سریع ZIFها مورد توجه بوده‌است. نشان داده شده‌است که هر دو روش زمان واکنش را از روز به ساعت یا از ساعت به دقیقه کاهش می‌دهد. روش‌های بدون حلال، مانند آسیاب با گلوله یا انباشت بخار شیمیایی، نیز برای تولید ZIF-8 با کیفیت بالا توصیف شده‌است. رسوب بخار شیمیایی به دلیل درجه بالایی از یکنواختی و کنترل نسبت ابعادی که می‌تواند ارائه دهد و توانایی آن برای ادغام در گردش کار لیتوگرافی سنتی برای فیلم‌های نازک کاربردی (به عنوان مثال میکروالکترونیک) نوید ویژه ای می‌دهد. سنتز سازگار با محیط زیست بر اساس دی‌اکسید کربن فوق بحرانی (scCO 2) نیز به عنوان یک روش عملی برای تهیه ZIF-8 در مقیاس صنعتی گزارش شده‌است. در شرایط استوکیومتری، ZIF-8 را می‌توان در مدت ۱۰ ساعت بدست آورد و نیازی به استفاده اضافی لیگاند، مواد افزودنی، حلال‌های آلی یا مراحل تمیز کردن نیست.

## کاربردها

### برای جذب کربن
ZIFها برخی از خصوصیات مربوط به جذب کربن را نشان می‌دهد، در حالی که فناوری تجاری هنوز در اطراف حلال‌های آمین قرار دارد.
زئولیت‌ها دارای منافذ قابل تنظیم هستند - بین ۳–۱۲ آنگستروم - که به آنها اجازه می‌دهد دی‌اکسید کربن را جدا کنند. چون طول مولکول CO2 حدود ۵٫۴ آنگستروم است، زئولیت با اندازه منافذ ۴–۵ آنگستروم می‌تواند برای جذب کربن مناسب باشد. با این حال، در تعیین میزان مؤثر بودن زئولیتها در جذب کربن، عوامل دیگری نیز باید مورد توجه قرار گیرند. اول ماده اولیه، که می‌تواند با انجام یک تبادل کاتیون فلز قلیایی ایجاد شود. مورد دوم نسبت Si / Al است که بر ظرفیت تبادل کاتیونی تأثیر می‌گذارد. برای به دست آوردن ظرفیت جذب بالاتر، باید نسبت Si / Al کمتری وجود داشته باشد تا ظرفیت تبادل کاتیونی افزایش یابد.
مشخص شده‌است که ZIFهای ۶۸، ۶۹، ۷۰، ۷۸، ۸۱، ۸۲، ۹۵ و ۱۰۰ ظرفیت جذب بسیار بالایی دارند، به این معنی که آنها می‌توانند دی‌اکسید کربن زیادی ذخیره کنند، گرچه تمایل به آن همیشه زیاد نیست. از این تعداد، ۶۸، ۶۹ و ۷۰ نزدیکی زیادی برای جذب دی‌اکسید کربن نشان می‌دهند، که توسط ایزوترم‌های جذب آنها نشان داده می‌شود، که در فشارهای پایین جذب شیب زیادی نشان می‌دهد. یک لیتر ZIF می‌تواند ۸۳ لیتر CO2 را نگه دارد. این امر همچنین می‌تواند برای جذب نوسان فشار مفید باشد.

### جداسازی
بیشتر تحقیقات ZIF روی جداسازی هیدروژن و دی‌اکسید کربن متمرکز هستند زیرا ZIF-8 که به خوبی مطالعه شده‌است، دارای فاکتور جداسازی بسیار زیادی برای مخلوط‌های هیدروژن و دی‌اکسید کربن است. همچنین برای جداسازی مخلوط‌های هیدروکربن مانند موارد زیر بسیار مفید است:
- اتان-پروپان = ۸۰
- اتیلن- پروپیلن = ۱۰
- اتیلن- پروپان = ۱۶۷

علاوه بر جداسازی گاز، ZIF توانایی جداسازی اجزای سوخت‌های زیستی، به‌طور خاص، آب و اتانول را دارد. از میان تمام ZIFهای آزمایش شده، ZIF-8 انتخاب پذیری بالایی را نشان می‌دهد. ZIF همچنین در جداسازی الکل‌های دیگر مانند پروپانول و بوتانول از آب پتانسیل نشان داده‌است. به‌طور معمول، آب و اتانول (یا الکل‌های دیگر) با استفاده از تقطیر جدا می‌شوند، با این وجود ZIF گزینه بالقوه جدایی انرژی کمتری را ارائه می‌دهد.

### کاتالیز
ZIF همچنین از توانایی بالایی به عنوان کاتالیزور ناهمگن برخوردار است. نشان داده شده‌است که ZIF-8 به عنوان کاتالیزورهای خوبی برای ترانس استریفیکاسیون روغن‌های گیاهی، واکنش اکیلاسیون فریدل-کرافتز بین بنزوئیل کلراید و آنیزول و تشکیل کربنات‌ها عمل می‌کند. همچنین می‌توان از نانوذرات ZIF-8 برای افزایش عملکرد واکنش تراکم نووناگل بین بنزالدئید و مالونونیتریل استفاده کرد. همچنین نشان داده شده‌است که ZIF در واکنش‌های اکسیداسیون و اپوکسیداسیون به خوبی کار می‌کند. همچنین ZIF-9 اکسیداسیون هوازی تترالین و اکسیداسیون بسیاری از مولکول‌های کوچک دیگر را کاتالیز می‌کند. همچنین می‌تواند واکنش‌ها را برای تولید هیدروژن در دمای اتاق، به ویژه هیدروژن‌زدایی از دی متیل آمین بوران و هیدرولیز NaBH4، را کاتالیز کند.
جدول زیر فهرست جامع تری از ZIF را ارائه می‌دهد که می‌تواند به عنوان کاتالیزور برای واکنش‌های مختلف آلی عمل کند.
| مواد ZIF | مواد اضافی                            | واکنش(ها) کاتالیز شده                   |
| -------- | ------------------------------------- | --------------------------------------- |
| ZIF-8    | نانوذرات طلا                          | اکسیداسیون CO اکسیداسیون گروه‌های آلدهید |
| ZIF-8    | نانو ذرات پوسته هسته ای طلا و نقره    | کاهش ۴-نیتروفنول                        |
| ZIF-8    | نانوذرات طلا، نقره و پلاتین           | اکسیداسیون CO هیدروژناسیون هگزن n       |
| ZIF-8    | نانوذرات پلاتین                       | هیدروژناسیون آلکن                       |
| ZIF-8    | نانولوله‌های پلاتین و دی‌اکسید تیتانیوم | تخریب فنل                               |
| ZIF-8    | ذرات نانو پالادیوم                    | آمینوکربنیلاسیون                        |
| ZIF-8    | نانوذرات ایریدیم                      | هیدروژناسیون سیکلوهگزن و فنیل استین     |
| ZIF-8    | نانو ذرات روتنیم                      | هیدروژناسیون نامتقارن استوفونون         |
| ZIF-8    | میکروکره‌های اکسید آهن                 | تراکم نووناگل                           |
| ZIF-8    | Zn 2 GeO 4 nanorods                   | تبدیل CO 2                              |
| ZIF-65   | اکسید مولیبدن                         | تخریب رنگهای متیل نارنجی و نارنجی II    |

### دستگاه‌های حسگر و الکترونیکی
ZIF به دلیل خاصیت جاذب قابل تنظیم بودن، کاندیداهای خوبی برای حسگرهای شیمیایی است. ZIF-8 هنگام قرار گرفتن در معرض بخار اتانول و مخلوط آب، حساسیت از خود نشان می‌دهد و این پاسخ به غلظت اتانول در مخلوط بستگی دارد. افزون بر این، ZIF مواد جذابی برای ماتریس‌های حسگرهای زیستی، مانند حسگرهای زیستی الکتروشیمیایی، برای اندازه‌گیری‌های الکتروشیمیایی داخل بدن است. همچنین دارای کاربردهای بالقوه ای به عنوان پروب‌های لومینسانس برای تشخیص یون‌های فلزی و مولکول‌های کوچک هستند. لومینسانس ZIF-8 به یون {\displaystyle {\ce {Cd2+}}}های Cu2 و Cd2 و همچنین استون بسیار حساس است. نانوذرات ZIF همچنین می‌توانند قطعات تک رشته‌ای DNA را با برچسب فلورسنت حس کنند.

### دارورسانی
از آنجا که ZIF متخلخل، از نظر شیمیایی و حرارتی پایدار و قابل تنظیم است، به‌طور بالقوه بستری برای تحویل دارو و ترشح کنترل شده دارو هستند. ZIF-8 در آب و محلول‌های آبی هیدروکسید سدیم بسیار پایدار است اما به سرعت در محلول‌های اسیدی تجزیه می‌شود، این نشان دهنده حساسیت pH است که می‌تواند به توسعه سیستم عامل‌های انتشار دارو مبتنی بر ZIF کمک کند.

## مقایسه ZIF با سایر ترکیبات

### ZIFها در مقابل MOFها
در حالی که ZIF زیرمجموعه ای از هیبریدهای MOF است که با ترکیب چارچوب‌های آلی و فلزی ساختارهای متخلخل و کریستالی ترکیبی ایجاد می‌کند، اما ساختار آنها بسیار محدودتر است. مشابه MOFها، بیشتر خصوصیات ZIF تا حد زیادی به خصوصیات خوشه‌های فلزی، لیگاندها و شرایط سنتز بستگی دارد.
علی‌رغم این شباهت‌ها با سایر MOFها، ZIFها دارای خواص قابل توجهی هستند که این ساختارها را برای جذب کربن متمایز می‌کند. از آنجا که ZIFها معمولاً به چارچوب کریستالی زئولیت شباهت دارند، پایداری حرارتی و شیمیایی آنها از سایر MOFها بیشتر است و به آنها امکان می‌دهد در دامنه وسیع‌تری از دما کار کنند و آنها را برای فرایندهای شیمیایی مناسب می‌کند.
همچنین MOFها در محیط‌های مرطوب و غنی از اکسیژن به دلیل پیوندهای اکسیژن و فلز که هیدرولیز دارند، پایداری کمتری دارند. ZIFها، با این وجود، عملکرد تقریباً یکسانی در شرایط خشک در مقابل رطوبت دارند.

### در مقابل محصولات تجاری موجود
حتی در مقایسه با سایر مواد، جذاب‌ترین ویژگی ZIF همچنان خصوصیات آبگریز آن است. در مقایسه با ZIF در شرایط خشک، کربن فعال تقریباً با ظرفیت جذب آن یکسان است. با این حال، با تغییر شرایط به حالت مرطوب، میزان جذب کربن فعال به نصف کاهش یافت. هنگامی که آزمایش‌های اشباع و احیا در این شرایط اجرا شد، ZIFها نیز تخریب ساختاری را حداقل یا بدون تجزیه نشان دادند، که نشانه خوبی از قابلیت استفاده مجدد جاذب آن است.
با این حال، سنتز ZIF گران است. MOFها به روش‌های سنتز با دوره‌های واکنش طولانی، فشارهای زیاد و دمای بالا احتیاج دارند، که روش‌هایی نیستند که به راحتی بتوان آنها را مهیا کرد.
تحقیقات مشخص کرده‌است که هنگامی که با مواد جاذب پلیمر ترکیب می شودند، غشاهای جاذب پلیمر-ZIF ترکیبی دیگر از مرز فوقانی طرح روبسون پیروی نمی‌کنند، گه یک طرح انتخابی به عنوان تابعی از نفوذ برای جداسازی گاز غشایی است.